# Laurence Épée
Dimodi Laurence Épée, née le 15 novembre 1990 à Paris (France), est une escrimeuse française, épéiste.
Elle est membre élue de la commission des athlètes de haut niveau de la FFE.

## Biographie
Laurence Épée est épéiste et journaliste-rédactrice (Canal+, formée à Sportcom-CFJ). Sportive de haut niveau, elle pratique l'épée avec une poignée droite, et s'entraîne au sein de la Team Levavasseur du maître d'armes Daniel Levavasseur dès septembre 2023.
Elle a reçu le soutien de la championne olympique Laura Flessel-Colovic avec l'appui de la Fondation Jean-Luc Lagardère en 2008 (programme « Envole-toi ») ainsi que celui du groupe Caisse des dépôts, pendant quelques années.
Son parcours sportif, émaillé de nombreux défis, est marqué par des victoires notables, notamment le titre de championne de France junior en 2009 à Saint Quentin et sa victoire à la coupe du monde junior de Dijon en 2010. En 2012, elle devient la meilleure escrimeuse européenne de moins de 23 ans lors du tournoi international senior de Colmar(European U-23 Circuit). Sélectionnée pour l'Universiade d'été de 2015, à Gwangju (Corée du Sud), Laurence Épée réalise le doublé en remportant la médaille d'or en individuel, et par équipes.
Un tournant majeur survient en juin 2017 : appelée à rejoindre Tbilissi 48h avant le début de la compétition par équipes, pour remplacer une coéquipière blessée, Laurence Épée décroche le titre continental. En août 2017, elle est la porte-drapeau d'une délégation française de 224 athlètes, pour la cérémonie d'ouverture des Universiades de Taipei. À cette occasion, Eurosport réalise son portrait,.
Quelques semaines avant les échéances européennes et mondiales, Laurence Épée décroche sa 1re médaille en coupe du monde senior, en mai 2018 à Dubaï,.
Membre de l’équipe de France tenante du titre, elle réitère l’exploit de devenir championne d’Europe par équipes en juin 2018 à Novi Sad,.
En janvier 2019, grâce à un début de saison très prometteur, Laurence Épée intègre pour la première fois le top 16 mondial.
En 2020 dans un contexte inédit pour tous les sportifs de haut niveau (SHN), Laurence Épée intègre la nouvelle commission des athlètes de haut niveau de la FFE.
Au printemps 2022, elle reprend la compétition après une blessure au poignet droit ayant nécessité, six mois plus tôt, une intervention chirurgicale.
En mars 2024 à Nanjing (Chine), à la coupe du monde individuelle d’épée dames, Laurence Épée réalise une belle performance où elle a atteint les quarts de finale, étant la meilleure tricolore et marquant ainsi un retour remarquable depuis 2018.
Elle est membre des clubs Clichy Escrime 92 (2016-2022 puis à partir de 2023), Fines lames de Dieppe (2022-2023), l'Académie beauvaisienne d'escrime (2012-2016), Lagardère Paris Racing (2009-2012), Levallois Sporting club (2004-2009), Geldar Escrime Kourou (2001-2004) et La Jeune Sévrienne (1996-2001).

## Palmarès
- Championnats d'Europe d'escrime
  -  Médaille d'or par équipes aux championnats d'Europe 2018 à Novi Sad
  -  Médaille d'or par équipes aux championnats d'Europe 2017 à Tbilissi
- Universiades
  -  Médaille d'or par équipes à l'Universiade d'été de 2015 à Gwangju[5]
  -  Médaille d'or par équipes à l'Universiade d'été de 2015 à Gwangju
- Épreuves de coupe du monde
  - 2018 :  Médaille d'argent à l'épée dames senior | individuel (Dubaï)[12]
  - 2018 :  Quart-de-finaliste (6e), épée dames senior (Tallinn, Estonie)
- Championnats de France
  -  Médaille d'or par équipes aux championnats de France 2016 à Saint-Paul-Trois-Châteaux
  -  Médaille d'argent par équipes aux championnats de France 2015 à Épinal
  -  Médaille de bronze en individuel aux championnats de France 2014 à Saint-Genis-Pouilly
  -  Médaille de bronze par équipes aux championnats de France 2012 à Hénin-Beaumont
  -  Médaille de bronze en individuel aux championnats de France 2012 à Hénin-Beaumont

## Classement en fin de saison
| Année | 2011 | 2012 | 2013 | 2014 | 2015 | 2016 | 2017 | 2018 | 2019 | 2020 | 2023 |
| ----- | ---- | ---- | ---- | ---- | ---- | ---- | ---- | ---- | ---- | ---- | ---- |
| Rang  | 549  | 219  | 86   | 142  | 228  | 245  | 40   | 21   | 34   | 149  | 61   |